# Квантова геометрія
В теоретичній фізиці, квантовою геометрією називають набір математичних концепцій, що узагальнюють такі поняття геометрії, розуміння яких є необхідним для опису фізичних явищ на відстанях порівнюваних з Планковою довжиною. На таких відстанях квантові ефекти відіграють важливу роль у фізичних явищах.
Квантова гравітація
Кожна теорія квантової гравітації використовується термін «квантова геометрія» на свій манер. Теорія струн, провідний претендент на теорію  квантової гравітації, використовує термін квантова геометрія для опису екзотичних явищ, таких як T-дуальності і інших геометричних дуальностей, дзеркальної симетрії, топологіє-деформуючих переходів, мінімально можливих відстаней, і інших ефектів, які суперечать інтуїції.  Кажучи більш технічно, квантова геометрія відноситься до форми просторово-часової множини як випробуваної  D-струнами, яка включає в себе квантові поправки до метричного тензора, такі як інстантони світової поверхні. Наприклад, квантовий об'єм циклу обчислюється як маси брани, оберненої в цей цикл. Як інший приклад, можна навести  вимірювання відстані між двома квантовими механічними частинками в термінах метрики Лукашика-Кармовського.
В альтернативному підході до квантової гравітації, чкий називається петлевою квантовою гравітацією (ПКГ), словосполучення «квантова геометрія» зазвичай відноситься до формалізму ПКГ, де спостережувані величини, що несуть інформацію про геометрію об’єкту, є добре відомими операторами в гільбертовому просторі. Зокрема, деякі спостережувані фізичні величини, такі як площі, мають дискретний спектр. Крім того було доведено, що петлева квантова гравітація є некомутативною.
Цілком можливо (але вважається малоймовірним), що це строго квантове розуміння геометрії буде відповідати квантової картині геометрії, що виникає з теорії струн.
Ще один, досить успішний, з підходів, який намагається відновити геометрію простору-часу, з "перших принципів" називається дискретна Лоренцева квантова гравітація.
Квантові стани в диференційній формі
Диференційні форми використовують для опису фізичних станів за допомогою зовнішнього добутку
Де вектор-координата
Диференційний елемент об'єму а – звичайний набір координат, де верхній індекс вказує на  контраваріантні координати, а нижній – коваріантні, отож в диференційній формі квантовий стан виражається у вигляді
Інтеграл перекриття
В диференційній формі
Ймовірність знайти частинку в області простору задається інтегралом по області
Знайдена хвильова функція буде нормалізованою. Відповідає за всі 3 просторові напрямки, а інтеграл дорівнює 1 якщо частинка існує.
Застосування диференціальних форм є безкоординатним підходом для опису геометрії кривих і поверхонь. У квантовій механіці з їх допомогою розв'язують, спрощені задачі виникають в прямокутних декартових координатах, наприклад, задача про частинку в потенціальній ямі, в бар'єрі з прямокутним профілем (частинка в коробці), квантовий гармонічний осцилятор, і більш реалістичних наближеннях в сферичних координатах, наприклад розгляд  електронів в атомах і молекулах. Загалом, формалізм диференційних форм можна використовувати в будь-якій координатній системі.